# Naundorf
Naundorf település Németországban, azon belül Szászország tartományban. Lakosainak száma 2173 fő (2023. december 31.). Naundorf Ostrau, Mügeln, Oschatz és Liebschützberg községekkel határos.

## Népesség
A település népességének változása:
| Lakosok száma | 2383 | 2285 | 2248 | 2202 | 2200 | 2173 |
|               | 2015 | 2017 | 2019 | 2021 | 2022 | 2023 |